# 올드 가드 2
"올드 가드 2"(영어: The Old Guard 2)는 2025년 공개된 미국의 슈퍼히어로 영화이다. 빅토리아 머호니가 감독을 맡았으며, 2020년 영화 《올드 가드》의 속편이다.

## 줄거리
앤디, 그리고 앤디의 일행인 불멸의 전사팀은 인류 보호를 위한 사명을 지속한다. 올드 가드 조직을 위협하는 새로운 강적과 맞서야 하며, 한동안 사라졌다고 생각했던 불멸자의 귀환도 처리해야 한다.

## 출연진
- 샤를리즈 테론 - 앤디
- 키키 레인 - 나일 프리먼
- 마티아스 스후나르츠 - 부커
- 마르반 켄자리 - 조
- 루카 마리넬리 - 니키
- 응오타인번 - 꾸인
- 추이텔 에지오포 - 제임스 코플리
- 우마 서먼
- 헨리 골딩